# 레로이 페르
레로이 요한 페르(네덜란드어: Leroy Johan Fer, 1990년 1월 5일 ~ )는 네덜란드의 축구 선수로, 현재 알라니아스포르와 네덜란드 축구 국가대표팀에서 중앙 미드필더로 뛰고 있다.

## 경력
- 2007년 UEFA U-17 챔피언십 국가대표
- 2013년 UEFA U-21 챔피언십 국가대표
- 2014년 FIFA 월드컵 국가대표

## 수상
네덜란드
- FIFA 월드컵 : 3위 (2014)